# Monsters and Robots
Monsters and Robots är Buckethead femte studioalbum, släppt 20 april 1999, genom Higher Octave. En stor del av skivan är skriven med Les Claypool, som även spelar bas på flera spår och sjunger i låten The Ballad of Buckethead.

## Låtlista
| Nr           | Titel                     | Längd |
| ------------ | ------------------------- | ----- |
| 1.           | Jump Man                  | 4:21  |
| 2.           | Stick Pit                 | 3:40  |
| 3.           | The Ballad of Buckethead  | 3:59  |
| 4.           | Sow Thistle               | 4:30  |
| 5.           | Revenge of the Double-Man | 3:34  |
| 6.           | Night of the Slunk        | 5:43  |
| 7.           | Who Me?                   | 2:08  |
| 8.           | Jowls                     | 4:26  |
| 9.           | The Shape vs Buckethead   | 5:40  |
| 10.          | Stun Operator             | 4:17  |
| 11.          | Scapula                   | 4:04  |
| 12.          | Nun Chuka Kata            | 4:30  |
| 13.          | Remote Viewer #13         | 4:18  |
| Total längd: | Total längd:              | 55:12 |

### Anteckningar
- Låten "Jowls" och "Scapula" är båda återinspelade versioner av låtar med samma namn på albumet Giant Robot (NTT).
- Låten "Night of the Slunk" har ett riff liknande det i låten "Jump Man".